# La Bonzesse
Pour plus de détails, voir Fiche technique et Distribution.
La Bonzesse (ou La Bonzesse ou les Concessions d'une enfant du siècle) est un film érotique français coécrit et réalisé par le journaliste François Jouffa, sorti en 1974.
Tourné en 1973, sous la présidence de Georges Pompidou, le film fut interdit et bloqué par la censure en raison de ses allusions politiques et de scènes de sexe soft jusqu'à l'arrivée de Valéry Giscard d'Estaing au pouvoir en mai 1974. Après avoir subi quelques légères coupes, La Bonzesse, interdit aux moins de 16 ans, sortit sur les écrans le 24 mai 1974 et ne rencontra pas finalement le succès public escompté comme d'autres films érotiques comme Emmanuelle, sorti un mois plus tard.

## Synopsis
Étudiante en philosophie et en quête d'absolu, Béatrice a quitté sa famille et la province pour faire ses études à Paris. Un jour, par ennui et désir de liberté, elle se rend chez une maquerelle dans un discret appartement pour explorer l'art de la sexualité. Charmée par sa silhouette élancée et son regard ingénu, madame Renée l'engage immédiatement. Sous le nom de Julie, elle se prostitue et se vend à des hommes fortunés. Elle y rencontre des clients plus divers les uns que les autres : un diplomate, un évêque, des pères de familles insatisfaits par leurs épouses ou bien des fétichistes, dont un homme qui se déguise en crocodile pour coucher avec elle. Elle tombe amoureuse de l'un d'entre eux, un certain Jean-François, au point de s'installer chez lui mais il est frigide et évite les relations sexuelles. Frustrée, elle s'en retourne chez Mme Renée, s'installe ensuite dans un ménage à trois avec son amie Martine et le mari de cette dernière, Gérard. Mais, lassée de cette vie de débauche dans ce bordel de luxe et attirée par la philosophie orientale, elle décide de tout quitter pour trouver la paix intérieure dans un monastère de Ceylan. Les cheveux rasés pour renoncer à sa sensualité et sa féminité, elle devient nonne bouddhiste.

## Fiche technique
- Titre original : La Bonzesse
- Réalisation : François Jouffa
- Scénario : Jean-Pierre Gambert et François Jouffa
- Montage : Annabelle Le Doeuff
- Musique : Hadi Kalafate
- Photographie : Jean Gonnet
- Production : Francis Leroi
- Sociétés de production : Labrador Films et Unité Un
- Société de distribution : Warner Bros
- Pays de production :  France
- Langue originale : Français
- Format : couleur
- Genre : drame, érotique
- Durée : 98 minutes
- Date de sortie : 
  - France : 24 mai 1974
- Classification : 
  - France : interdit aux moins de 16 ans

## Distribution
- Sylvie Matton (créditée comme Sylvie Meyer) : Béatrice / Julie, étudiante prostituée et nonne
- Bernard Verley : Jean-François, publicitaire
- Olga Valery : Mme Renée, tenancière de bordel
- Christine Aurel : Martine
- Betty Berr : Nadine
- Catherine Bidaut :
- Luce Berthommé : Danièle
- Nicole Cavalier
- Gillian Gill : Mme Raymonde, la lingère
- Gisèle Grimm : la petite amie de la mère
- Francine Hébert
- Karine Jeantet : Cécile
- Jacqueline Laurent : Myriam
- Karin Meier : Maria
- Doris Thomas : Nicole
- Brigitte Borghese : Marie-Paule
- Eva Damien : la mère
- Bernard Tixier : le marquis
- Féodor Atkine : Gérard, le mari de la meilleure copine
- Albert Baron : le père de famille
- Daniel Bellus : le jeune homme au café
- Jack Berard : Monseigneur
- Jean Blancheur : le vieux client
- Guy Bonnafoux : le fétichiste des culottes blanches
- Jean Cantel
- Jean-Paul Duval
- Wilfrid Durry
- Herbert Fiala
- Ange Gazielli
- Philippe Hery
- Tola Koukoui : le client du bordel envoyé par le Quai d'Orsay
- André Parisi
- Nicolas Piéry
- Jeff Zimmerman : client du restaurant chez Haine's et joueur de go.
- Pierre Danny : l'homme politique à la toilette intime
- James Arch : lui-même, créateur du Bus Palladium (non crédité)
- Claudine Beccarie : la fille sandwich à l'auberge du roi Arthur (non créditée)
- Martine Cendre : Béatrice à 13 ans (non créditée)
- Jacqueline Clément (non crédité)
- Alain Delmer : le client de la dominatrice (non crédité)
- Guy Montagné : le barman du club échangiste (non crédité)
- Patricia Strebel (non créditée)
- Sylvie Jouffa : elle-même, créatrice d'une semelle compensée (non créditée)